# Солемии
Солеми́и (лат. Solemya) — род морских двустворчатых моллюсков из семейства Solemyidae отряда Solemyida. Раковина тонкая, длиной до 6 см. У некоторых видов (например, Solemya pervernicosa) наблюдается полная редукция пищеварительной системы, в том числе печени. Кроме того, у солемий, в отличие от других первичножаберных, отсутствуют ротовые лопасти для собирания детрита со дна. Обитают они в осадочных слоях вне открытой воды, однако жабры у них очень развиты, возможно, играя важную роль в питании этих моллюсков. Предполагается, что они усваивают питательные вещества за счёт хемосинтезирующих бактерий.

## Классификация
На сентябрь 2019 года в род включают 29 видов:
- Solemya africana Martens, 1879
- Solemya atacama (Kuznetzov & Schileyko, 1984)
- Solemya australis Lamarck, 1818
- Solemya borealis Totten, 1834
- Solemya calypso Walton, 2015
- Solemya elarraichensis P. G. Oliver, Rodrigues & Cunha, 2011
- Solemya flava Sato, Sasaki & Watanabe, 2013
- Solemya japonica Dunker, 1882
- † Solemya lomitensis Olsson, 1931
- † Solemya lucifuga Pérez-Barría & Nielsen, 2019
- Solemya marshalli Walton, 2015
- Solemya moretonensis J. D. Taylor, Glover & S. T. Williams, 2008
- Solemya notialis Simone, 2009
- Solemya occidentalis Deshayes, 1857
- Solemya panamensis Dall, 1908
- Solemya parkinsonii E. A. Smith, 1874
- † Solemya parvula (G. B. Sowerby I, 1822)
- Solemya pervernicosa (Kuroda, 1948)
- Solemya puata Walton, 2015
- Solemya pusilla Gould, 1861
- Solemya reidi F. R. Bernard, 1980
- † Solemya sulcifera Cooke, 1919
- Solemya tagiri Okutani, Hashimoto & Miura, 2004
- Solemya terraereginae Iredale, 1929
- Solemya togata (Poli, 1791)
- Solemya valvulus P. P. Carpenter, 1864
- Solemya velesiana Iredale, 1931
- Solemya velum Say, 1822
- Solemya winckworthi Prashad, 1932